# Луций Росций Фабат
Лу́ций Ро́сций Фаба́т (лат. Lucius Roscius Fabatus; погиб 14 апреля 43 года до н. э. под Галльским Форумом, Цизальпийская Галлия, Римская республика) — римский военачальник и политический деятель, претор 49 года до н. э. Участвовал в Галльской войне, в гражданских войнах 40-х годов до н. э. Поддерживал сначала Гая Юлия Цезаря, потом сенатскую «партию».

## Происхождение
Луций Росций принадлежал к незнатному плебейскому роду, представители которого (за единственным исключением) упоминаются в источниках только в связи с событиями времён поздней Республики и ранней Империи. Предположительно малой родиной Луция был город Ланувий в Лации; другие Росции происходили из Америи и Пренесте.

## Биография
Луций начал свою карьеру с должности монетного триумвира приблизительно в 64 году до н. э. На этом посту он чеканил денарии с изображениями Юноны Ланувийской. Предположительно именно этот Росций стал одним из инициаторов принятия закона о выведении колоний — Lex Mamilia Roscia Peducaea Alliena Fabia, причём статус законодателя неясен: Луций мог быть либо вигинтивиром (членом специальной комиссии, состоявшей из двадцати человек), либо народным трибуном. Трибунат он, по-видимому, в любом случае получил, и исследователи датируют это событие 55 годом до н. э.
С 54 года до н. э. Фабат находился в Галлии в армии проконсула Гая Юлия Цезаря. Во главе XIII легиона Луций зазимовал в землях эсувиев в Арморике, где столкнулся с враждебными настроениями местных племён. Галлы собирались даже напасть на его лагерь, но отказались от этой идеи, когда узнали, что Цезарь разгромил восставших эбуронов.
Следующее упоминание о Фабате относится к его преторскому году — 49 до н. э. В первые дни его претуры конфликт между Цезарем с одной стороны, Гнеем Помпеем Великим и сенатским большинством с другой перерос в гражданскую войну. 1 января на заседании сената Луций Росций и Луций Кальпурний Пизон Цезонин предложили себя в посредники на мирных переговорах; 8 января Фабата вместе с Луцием Юлием Цезарем отправили к Гаю Цезарю в Аримин, чтобы передать ему условия сенатского ультиматума о немедленном сложении полномочий. Гай Юлий через этих же посланников передал Помпею альтернативное предложение: обоим прекратить приготовления к войне, обменяться клятвами и уехать в провинции, а сенату и народу провести независимые выборы. Переговоры так и не начались, стороны перешли к боевым действиям. Фабат в этой ситуации поддержал Цезаря. Именно он в конце того же года в отсутствие обоих консулов провёл закон о наделении гражданскими правами жителей Транспаданской Галлии.
В последний раз Луций Росций упоминается в источниках в связи с Мутинской войной 43 года до н. э., в которой сенат боролся с цезарианцами. 14 апреля Фабат погиб в сражении при Галльском Форуме в рядах сенатской армии.